# La Campana Catalana
La Campana Catalana: donarà un toch cada divendres, i extraordinàriament sempre que convingui, va ser una revista humorística catalana de periodicitat setmanal editada a Barcelona del 28 de febrer del 1908, al 29 d'abril del mateix any.
Hi col·laboraren dibuixants de primer ordre com Feliu Elias "Apa", Joan Junceda, Ricard Opisso, Apel·les Mestres, Llorenç Brunet, o Ismael Smith, i bona part dels originals es conserven a la Unitat Gràfica de la Biblioteca de Catalunya, que els catalogà i exposà el 1980.

## Història

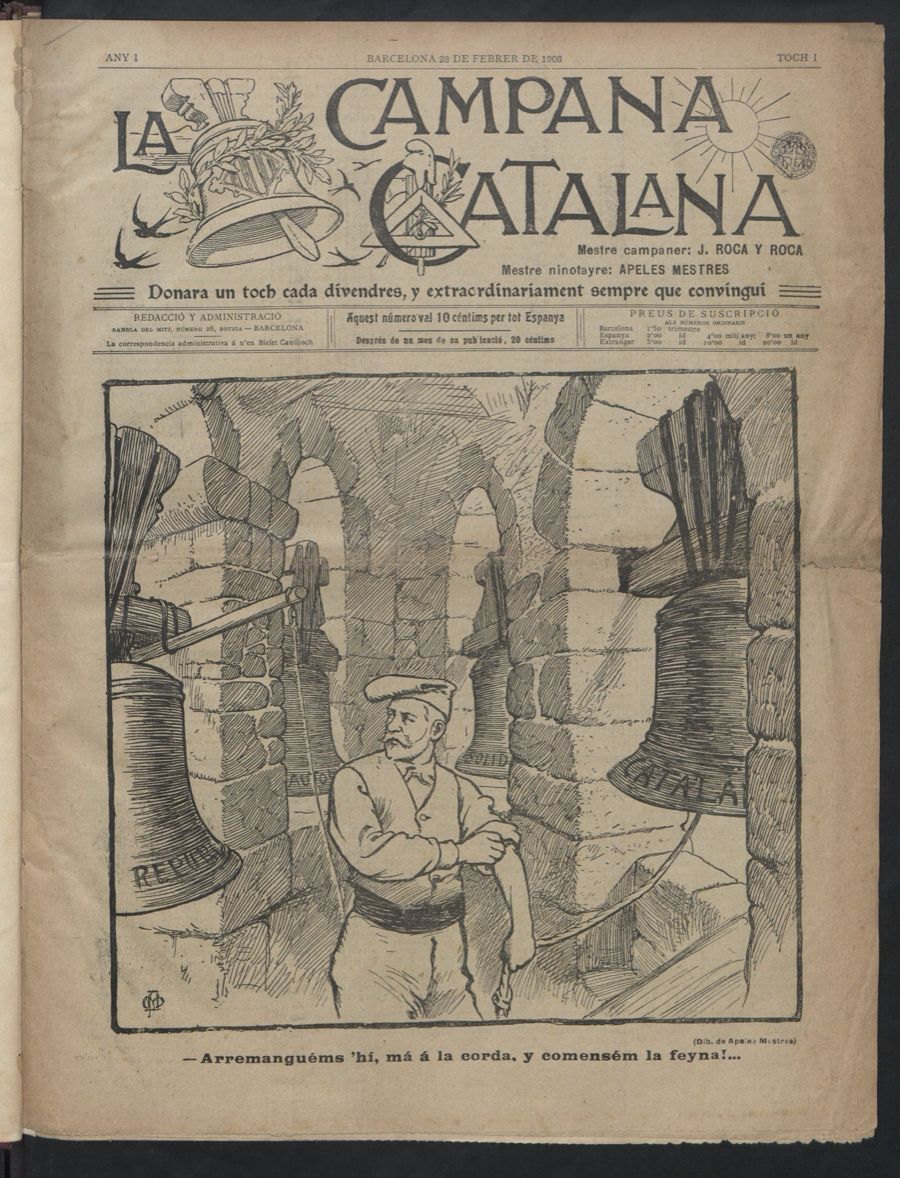
Imatge de la portada al 1908

La Campana Catalana va ser fundada per Josep Roca i Roca, fundador, editor i principal redactor de la revista després d'exercir com a director de La Campana de Gràcia durant 39 anys, on va treballar inicialment junt a l'editor Innocenci López i Bernagossi i finalment amb Antonio López, que no va congeniar amb Roca, motiu pel qual el director va abandonar La Campana de Gràcia, sumant-hi la Setmana Tràgica i les divergències polítiques que es van produir a Catalunya, llançant-se a editar la pròpia revista.
“Jo sols desitjo que al sentirla digan tots els catalans: - ¡Es la campana de casa nostra! ¡La defensora dels nostres drets y l'impulsadora de tots els progressos; l'avivadora dels nostres ardors y la galejadora de las nostras victorias! Campana de combat y de páu á l'hora: de guerra contra els enemichs de Catalunya y contra la farsa y la hipocresía; de germanor entre tots els homes sincers y de bona voluntat. El campanar es siti apropósit pera mirar las qüestions desde un punt de vista elevat. Això vol dir, que las nostras ideas de sempre, republicanas, autonomistas y progressivas, serán defensadas ab ardor, pero sense ofensa ni gravi de quí no tingui altre pecat que 'l ni profesarlas”.
Fou creada per Josep Roca i Roca el 1908. Roca va treballar com a director a La Campana de Gràcia junt a l'editor Innocenci López Bernagossi. Seguit de la seva mort, va treballar junt a Antonio López, el seu fill, qui va ocupar el seu lloc com a editor. Aquest no va congeniar amb Roca, motiu pel qual el director va abandonar La Campana de Gràcia, deixant enrere la seva redacció per llançar-se dos mesos més tard a editar La Campana Catalana. D'aquesta revista aparegueren un total de 10 suplements o tochs. El primer número data del 28 de febrer de 1908 i el seu director es va presentar com a Mestre Campaner. La Campana Catalana fou creada amb l’intenció de regenerar Espanya: per la República, l’Autonomía, el Progrés i la Cultura Popular.
La revista era de gran qualitat i estava formada per diferents seccions: Crónica, Socolada, La cara y la creu de la política, Campanadas, Toch de morts, Atalayant, Tochs d’avís, Dels campanars de Catalunya, Tochs de gloria, Entre toch i toch, Trilletj i Barrinamenta. No obstant, no va arribar a les xifres de difusió esperades ni va aconseguir atrapar als lectors de La Campana de Gràcia, pel que es va deixar d’escriure després d’haver publicat 10 números. El seu format era de 380 x 290 mm i 8 pàgines.
Era un setmanari humorístic interessat en la política, sempre des d’un punt de vista satíric i era defensora del Republicanisme, l’Autonomia i el Progrés.
La revista conta amb gran quantitat d’il·lustracions, entre elles les d’Apel·les Mestres, el director artístic de La Campana Catalana. Va comptar també amb col·laboracions d’artistes reconeguts, com ara Junceda, Brunet, Apa, Miró, Ras, etc.

## Final
La dissolució de la revista va produir-se el 29 d’abril de 1908, dia en què es va publicar la número 10, on Josep Roca i Roca es va acomiadar dels seus lectors, “ Velshi-aquí que gairebé comensém y ja ‘m veig en el cas, pera mi dolorosíssim, de tenirme de despedir dels benvolguts lectors de La Campana Catalana ” no per falta de èxit, atès que en va tenir més del que pensava, sino per una dolència mèdica que el va obligar a realitzar un descans intel·lectual.
“L’administració de La Publicitat va quedar encarregada de practicar la liquidació dels comptes pendents. Als suscriptors que tinguin quantitats avensadas se’ls retornará la part que se’ls correspongui, mitjansant la presentació dels corresponents rebuts. Se’ls dona tres mesos de temps pera produir la reclamació. Igualment la mateixa administració s'entendrá ab els corresponsals pera fer efectiu l’import de las remesas fetas y no liquidadas”.

## Col·laboradors i redactors
| Principals col·laboradors i redactors | Principals col·laboradors i redactors |
| ------------------------------------- | ------------------------------------- |
| Apa (Feliu Elias)                     | 8 octubre 1878 - 7 agost 1948         |
| Josep Berga i Boada                   | 19 març 1872 - 16 juliol 1923         |
| Julii Borrell i Pla                   | 1877 - 1957                           |
| Manuel Brunet i Solà                  | 10 Juny 1889 - 5 gener 1956           |
| Pasqual Capuz Mamano                  | 20 juliol 1882 - 1959                 |
| Marià Foix i Prats                    | 1960 - 29 març 1914                   |
| Joan García Junceda i Supervia        | 13 febrer 1881 - 10 setembre 1948     |
| Josep Maria Junoy i Muns              | 10 desembre 1887 - 3 maig 1955        |
| Oleguer Junyent i Sans                | 1876 - 1956                           |
| Apel·les Mestres                      | 28 octubre 1854 - 19 juliol 1936      |
| Ramon Miró Folguera                   | 1864 - 1972                           |
| Isidre Nonell i Monturiol             | 30 novembre 1872 - 21 febrer 1911     |
| Francesc Sardà i Ladico               | 1877 - 5 maig 1912                    |
| Ricard Opisso                         | 20 novembre 1880 - 21 maig 1966       |
| Yda (Pere Ynglada i Sallent)          | 1881 - 1958                           |